# Pere Coromines i Montanya

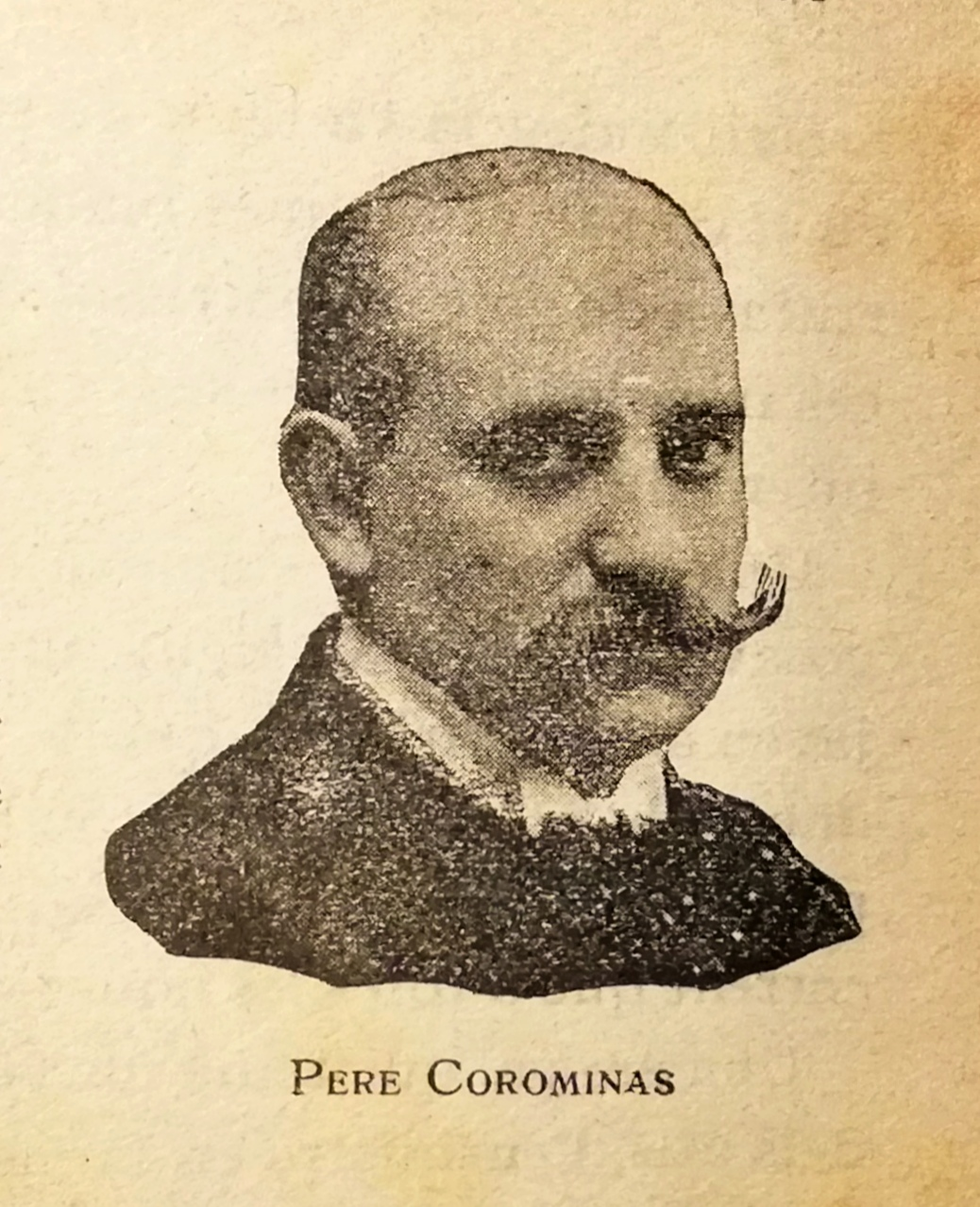
Retrat de Pere Coromines a l'Antologia de les Lletres Catalanes Garba, en una edició de l'any 1923

Pere Coromines i Montanya   (Barcelona, 6 de maig de 1870 - Buenos Aires, 30 de novembre de 1939) fou un escriptor, polític i economista català, marit de la pedagoga Celestina Vigneaux i Cibils i pare del filòleg Joan Coromines i Vigneaux, de la farmacèutica Carme Coromines i Vigneaux, de la psicòloga Júlia Coromines i Vigneaux, del matemàtic Ernest Coromines i Vigneaux i de quatre fills més. Era fill de Domènec Coromines i Freixenet i de Maria Montanya i Mercader, naturals de Biure.

## Biografia
El 1894 es llicencià en Dret a la Universitat de Barcelona. Poc abans s'havia afiliat al partit Unión Republicana, de Nicolás Salmerón. Durant la seva joventut va mantenir contactes amb grups catalanistes, republicans, modernistes i fins i tot anarquistes gràcies al fet que formava part de l'equip de redacció de la revista L'Avenç des del 1895. També va mantenir contactes amb grups anarquistes a través del grup cultural Foc Nou, que va fundar amb Jaume Brossa i Roger, Alexandre Cortada i Serra i Ignasi Iglésias Pujadas, principalment.
Poc després anà a doctorar-se en Dret i a estudiar Economia a la Universitat de Madrid. Aprofità l'estada per a engegar una campanya per a la revisió de les condemnes del procés de Montjuïc, que comptà amb el suport de personalitats com Miguel de Unamuno i Federico Urales.
El 1903 tornà a Barcelona per a ocupar el càrrec del Negociat d'Ingressos i Despeses de l'Ajuntament de Barcelona, i el 1907 va redactar amb l'alcalde Ildefons Sunyol la Memoria y proyecto de contrato con el Banco Hispano Colonial (1907). Alhora, fou membre fundador de l'Institut d'Estudis Catalans el 18 de juny de 1907 a la secció d'Història i Arqueologia, i des del 1911 de la Secció de Ciències.
El 1909 fou nomenat president de la Unió Federal Nacionalista Republicana i esdevingué director d'El Poble Català. Amb aquest partit fou escollit regidor a l'Ajuntament de Barcelona en les eleccions del 1909 i diputat a Corts en les eleccions generals espanyoles de 1910 i 1914. El 1914 va inspirar el pacte de Sant Gervasi entre la UFNR i el Partit Republicà Radical de Lerroux, i a causa del seu fracàs es va apartar de la política activa durant molts anys. El 1916 es dedicà a exercir d'advocat i a fer conferències a Madrid. També fou secretari del Banc de Catalunya i a partir de la fundació de Sociedad Productora de Fuerzas Motrices el 1917, vocal del seu consell d'administració com a home de confiança del seu president, Emili Riu i Periquet i conseller jurídic i econòmic de l'empresa.

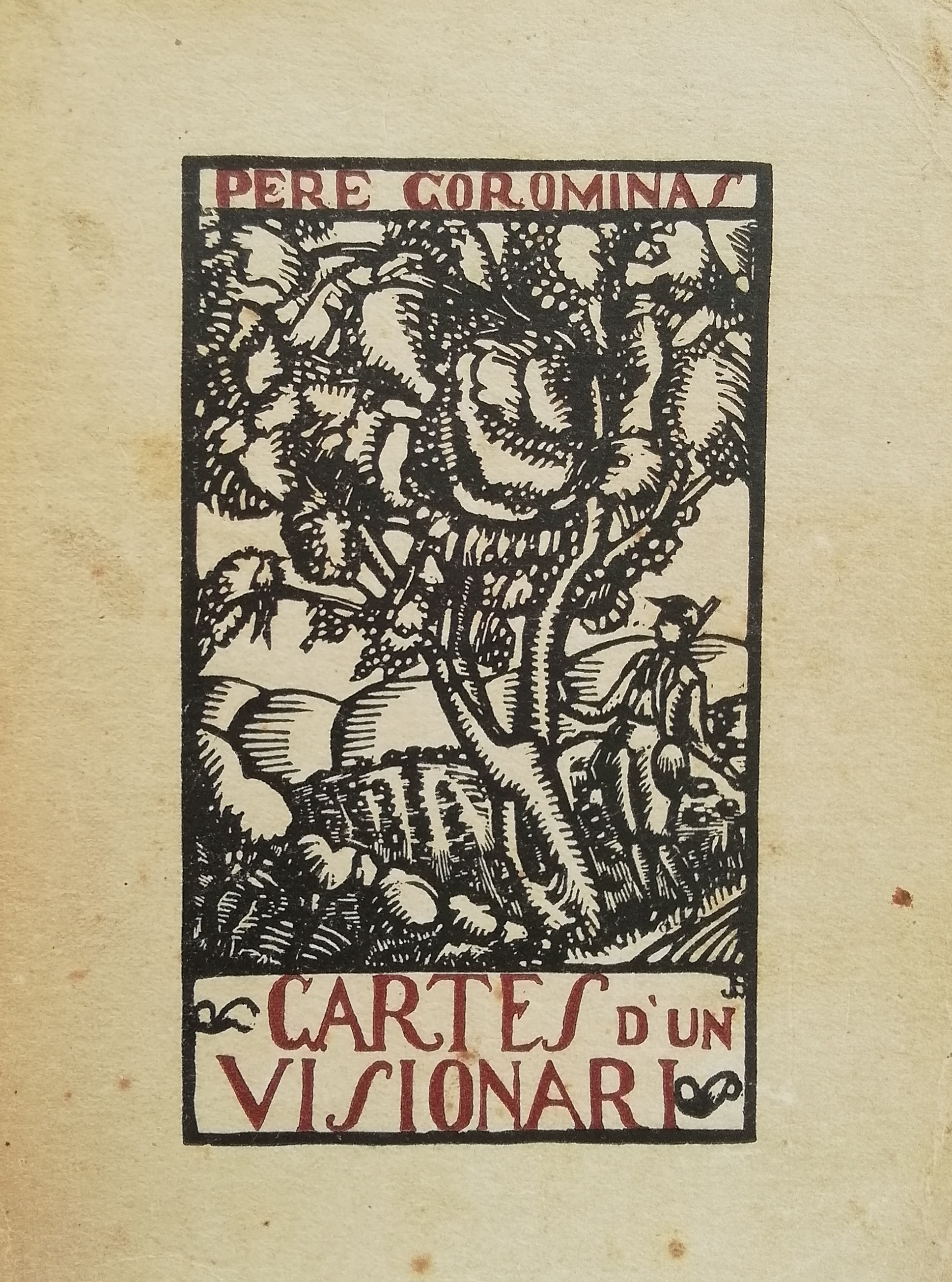
Cartes d'un Visionari, de Pere Coromines. Primera edició publicada a Barcelona l'any 1921

Durant la dictadura de Primo de Rivera es va dedicar a la literatura, a col·laborar a diverses publicacions (com La Humanitat i Revista de Catalunya) i fou elegit president de l'Ateneu Barcelonès del 1928 al 1930.
Amb l'arribada de la Segona República Espanyola tornà a la política activa. A causa de la seva experiència jurídica i política i al seu prestigi, Francesc Macià l'incorporà a la comissió redactora de l'Estatut de Núria i el 1933 el nomenà conseller de Justícia i Dret. A les eleccions generals espanyoles de 1936 fou elegit diputat a Corts per Esquerra Republicana de Catalunya (dins el Front d'Esquerres) i durant la guerra civil espanyola fou nomenat Comissari General de Museus de la Generalitat de Catalunya. En acabar la guerra es va exiliar a Buenos Aires amb tota la seva família, on va morir d'una malaltia al cap de poc d'establir-s'hi.

## Obres

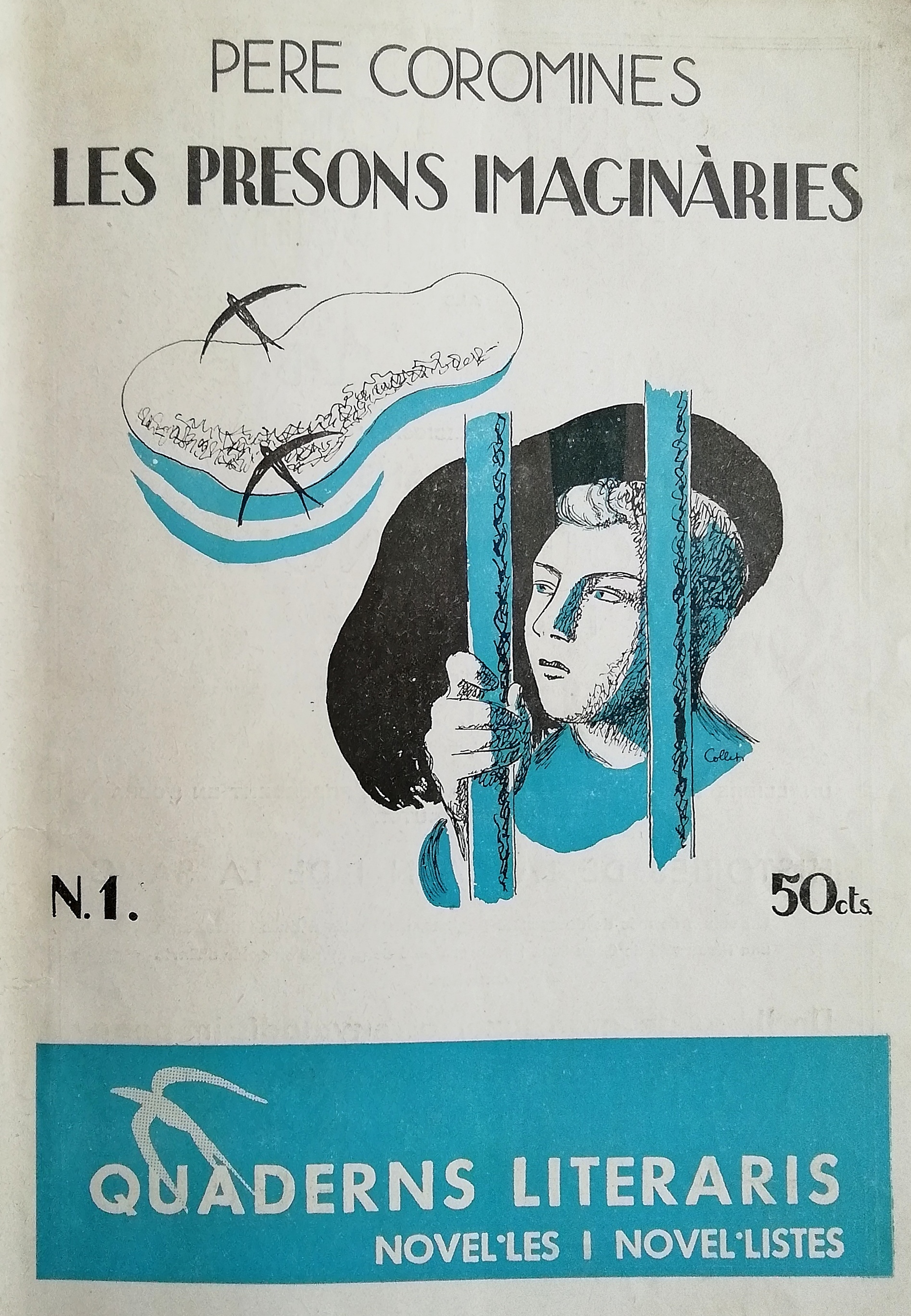
Les Presons Imaginàries de Pere Coromines, en una edició de l'any 1934 publicada a Barcelona. Primer número de la col·lecció Quaderns Literaris

- Les Presons Imaginàries de Pere Coromines, en una edició de l'any 1934 publicada a Barcelona. Primer número de la col·lecció Quaderns Literaris Les presons imaginàries (1899)
- La vida austera (1908)
- Les hores d'amor serenes (1912)
- Les gràcies de l'Empordà (1919)
- Elogi de la civilització catalana (1921)
- Cartes d'un visionari (1921)
- A recés dels tamarius (1925)
- Les dites i facècies de l'estrenu filantrop en Tomàs de Bajalta, trilogia composta per Silèn (1925), Pigmalió (1928) i Prometeu (1934)
- Jardins de Sant Pol (1927)
- La mort de Joan Apòstol (1928)
- Les llàgrimes de sant Llorenç (1929)
- Pina, la italiana del dancing (1933)
- Interpretació del vuit-cents català (1933)
- Del meu comerç amb Joan Maragall (1935)
- El perfecte dandi i altres contes (1940)